# La Disparition de Julia
Pour plus de détails, voir Fiche technique et Distribution.
La Disparition de Julia (Giulias Verschwinden) est un film suisse réalisé par Christoph Schaub et sorti en 2009.
Il fait partie des plus gros succès du box-office en Suisse pour un film suisse en 2009 avec 170 000 entrées en Suisse alémanique.

## Synopsis
Alors qu'elle est censée se rendre à la fête de son anniversaire pour ses 50 ans, Julia flâne dans les rues, et rencontre un étranger avec qui elle passe une partie de la soirée.

## Fiche technique
- Titre original : Giulias Verschwinden
- Réalisation : Christoph Schaub
- Scénario : Martin Suter
- Production :  T&C Film AG, Schweizerische Radio- und Fernsehgesellschaft
- Lieu de tournage : Zurich
- Musique : Balz Bachmann
- Image : Filip Zumbrunn
- Montage : Marina Wernli
- Durée : 87 minutes
- Date de sortie : 8 août 2009 (Festival international du film de Locarno)

## Distribution
- Corinna Harfouch : Giulia
- Bruno Ganz : John
- Stefan Kurt : Stefan
- André Jung : Lorenz
- Sunnyi Melles : Alessia
- Daniel Rohr : Thomas
- Teresa Harder : Lena
- Max Herbrechter : Valentin
- Christine Schorn : Leonie
- Renate Becker : Lili
- Elisa Schlott : Jessica
- Sarah Spale (comme Sarah Bühlmann) : cliente dans la boutique

## Thèmes
La Disparition de Julia est une comédie sur le vieillissement, le temps qui passe, et les relations entre les générations.

## Distinctions
- Prix du public au Festival international du film de Locarno 2009